# Cristo crocifisso (Velázquez)
Il Cristo crocifisso è un dipinto a olio su tela realizzato da Diego Velázquez nel 1632, attualmente conservato nel Museo del Prado di Madrid.

## Storia
Durante il suo primo viaggio in Italia, tra il 1629 e il 1630, Velázquez ebbe la possibilità di studiare le opere dei grandi maestri italiani. I suoi studi sul nudo basati sulle opere classiche furono evidenti soprattutto nelle tele della Fucina di Vulcano e nella Tunica di Giuseppe, ambedue completate a Roma in quegli anni. Tali studi permisero di giungere al magistrale risultato del Cristo crocifisso, in cui la nudità racchiude al contempo serenità, dignità e nobiltà. 

### Commissione

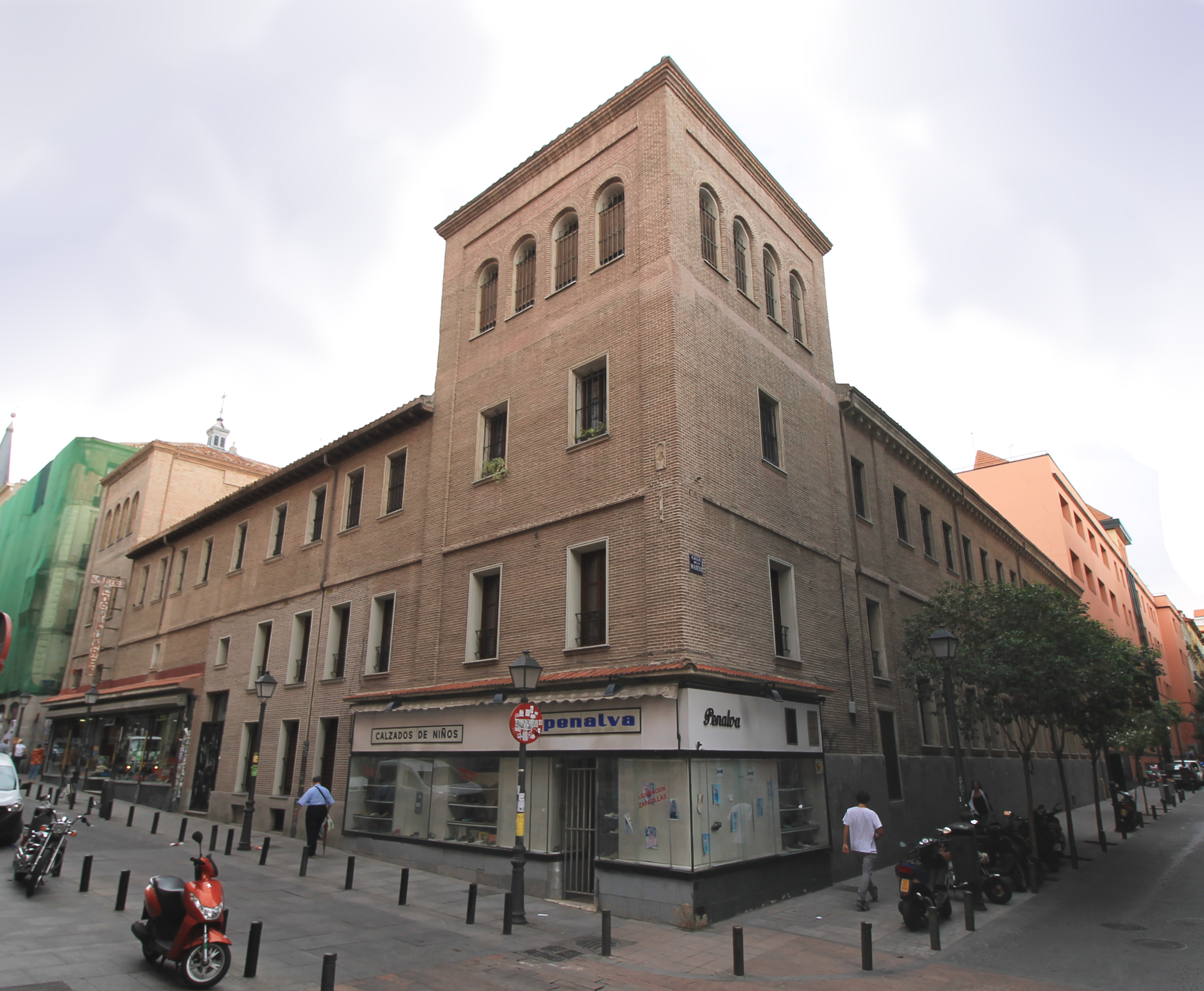
Il convento delle Benedettine di san Placido a Madrid.

Il dipinto si ritiene fu commissionato da Jerónimo de Villanueva, protonotario del Regno d'Aragona, per il convento delle Benedettine di san Placido di Madrid. Fu descritto dallo storico dell'arte Antonio Palomino come un Cristo crocifisso defunto, a grandezza naturale, "che si trova nel chiostro del convento di San Placido di questa Corte, sebbene ve ne sia un altro alla Buena Dicha - che è una copia molto fedele - sul primo altare sulla destra, entrando in chiesa. Ed entrambi hanno due chiodi conficcati nei piedi che poggiano sul soppedaneo, secondo l'opinione del suocero riguardo ai quattro chiodi".

#### Jerónimo de Villanueva e il convento di san Placido
Il convento delle Benedettine di san Placido fu fondato nel 1623 da Jerónimo de Villanueva dopo che la sua promessa sposa, Teresa Valle de la Cerda, decise di abbracciare la vita religiosa e prendere i voti. Il protonotario appoggiò la decisione ed egli stesso fece voto di castità, accordando con l'abbazia benedettina di san Martino - da cui sarebbe dipeso ecclesiasticamente il convento - la cessione della chiesa di san Placido. Furono quindi acquisite le case adiacenti alla chiesa per procedere alla fondazione del convento, la cui prima pietra fu posta in data 8 febbraio 1624. Villanueva riservò per sé il titolo di protettore e il privilegio di nominare il confessore e i monaci incaricati di occuparsi delle necessità spirituali delle monache; inoltre, dotò il convento di 20 000 ducati, dei quali 1500 vennero utilizzati per arredare e impreziosire la chiesa.
Tra il 1632 e il 1639 il protonotario promosse degli interventi di adeguamento e ampliamento del convento, al quale donò alcune opere d'arte, tra cui - con molta probabilità - proprio il Cristo crocifisso. Il motivo di tale donazione, per quanto perfettamente compatibile con la funzione di protettore e mecenate che Villanueva aveva assunto, fu oggetto di varie e "bizzarre teorie".

##### La presunta penitenza
Secondo lo storico dell'arte Jonathan Brown, il dipinto fu richiesto a Velázquez da parte di Jerónimo de Villanueva a causa di un processo inquisitorio a cui quest'ultimo e le monache del convento erano sottoposti dal 1628. La vicenda si concludeva soltanto quattro anni più tardi, quando a Villanueva "fu ordinato di espiare una penitenza simbolica come unica condanna per il suo presunto intervento negli eventi", circostanza che "avrebbe potuto essere una buona occasione per commissionare un dipinto di Cristo crocifisso come opera votiva e in segno di buona fede". In realtà, gli eventi oggetto delle indagini dell'Inquisizione riguardavano fervori mistici e un'isteria collettiva, per la quale le monache credevano di ricevere rivelazioni dal demonio - che annunciava la riforma della Chiesa. Per di più, nel convento si erano verificati anche episodi di eccessi sensuali da parte del cappellano, nominato priore da Villanueva, Fra Francisco García Calderón (che in effetti era il principale imputato dell'intero processo). La vicenda si protrasse negli anni, anche dopo la condanna alla pena detentiva per gran parte delle monache e dei religiosi coinvolti (per García Calderón fu addirittura prevista la reclusione perpetua); Villanueva fu coinvolto a più riprese, finché il processo non si concluse definitivamente alcuni anni dopo la morte dello stesso protonotario. 

##### La possibile espiazione di Filippo IV
Meno fondata ma ugualmente suggestiva è la leggenda secondo la quale il Cristo crocifisso fu un incarico affidato al Velázquez dal re Filippo IV. Il sovrano, infatti, avrebbe avuto la necessità di espiare le avventure amorose avute con una suora del convento, della quale Villanueva gli aveva precedentemente parlato - consentendo al re anche di accedere al convento. La storia comparve in un libello tardivo rispetto ai fatti, rivolto principalmente contro Gaspar de Guzmán y Pimentel e Jerónimo de Villanueva (le cui fortune dipendevano in gran parte dalla vicinanza con il Duca Conte Olivares, ossia con Guzmán) e intitolato Resoconto di tutto ciò che accadde nel caso del Convento della Beata Incarnazione. Con una narrazione che mescolava mezze verità e integrazioni menzognere, il libello affermava che furono proprio questi amori, una volta giunti a conoscenza dell'Inquisitore generale, a condurre Villanueva nelle carceri dell'Inquisizione. Dopo che Roma avocò la causa, egli sarebbe stato liberato con l'obbligo di compiere alcune penitenze minori e con l'ordine del re di non parlare mai più delle vicende del convento.

##### Le accuse ai cripto-ebrei
Diversamente, lo storico dell'arte Alfonso Rodríguez y Gutiérrez de Ceballos ha ipotizzato, riprendendo una teoria dello studioso Carl Justi, che l'origine della tela debba rintracciarsi negli atti di riparazione ed espiazione previsti a Madrid in seguito al sacrilegio compiuto contro un crocifisso. Per questo episodio furono accusati numerosi cripto-ebrei portoghesi, condannati in un autodafé celebrato nel luglio 1632 in presenza del re. Dopo aver torturato i giudaizzanti, furono diversi gli atti di penitenza promossi dal sovrano e dalle parrocchie, e diverse confraternite furono create sotto il titolo di Cristo delle Ingiurie. Sul sito della casa in cui si erano svolti i fatti sacrileghi fu edificata una chiesa, retta dai frati cappuccini e nel cui progetto lo stesso Villanueva fu parte attiva.

### Vicende successive
Dal chiostro, all'interno del quale non è conosciuta l'esatta collocazione, fu trasferito nella sacrestia, costruita tra il 1655 e il 1685 insieme alla nuova chiesa del convento delle Benedettine di san Placido. Nel nuovo ambiente fu anche osservato dai pittori Antonio Ponz e Juan Agustín Ceán Bermúdez. 
In un periodo successivo al 1804 la tela fu acquistata dal nobile Manuel Godoy, per poi entrare in possesso di sua moglie María Teresa de Borbone-Vallabriga. Nel 1826, durante il suo esilio a Parigi, la nobildonna tentò di vendere il quadro, senza successo. Alla sua morte, sopraggiunta due anni dopo, quest'ultimo fu ereditato dal cognato - il duca Joaquín José de Melgarejo e Saurín - che lo donò al re Ferdinando VII. Dal 1829, infine, entrò nelle collezioni del Museo del Prado. 

### Datazione
La data dell'esecuzione è controversa. Palomino menziona il Cristo crocifisso come successivo al Ritratto di Francesco I d'Este (dipinto tra il 1638 e il 1639, quando il duca di Modena era in visita presso la corte spagnola); tale collocazione temporale fu sostenuta in seguito anche dallo storico dell'arte Aureliano de Beruete y Moret. Esistono anche delle prove documentali a supporto della commissione da parte di Villanueva, che tra il 1637 e il 1640 avrebbe donato alcune tele - tra cui il Cristo - al convento di san Placido. D'altra parte, il forte annerimento della superficie del dipinto, dipeso presumibilmente dall'utilizzo del bitume, ha indotto alcuni critici a ipotizzare una diversa datazione: secondo gli esperti Enrique Lafuente Ferrari ed Elizabeth du Gué Trapier, infatti, la tela potrebbe essere stata dipinta in una data antecedente al primo soggiorno italiano. 
Per ragioni stilistiche, comunque, la maggior parte degli studiosi tende a datare il Cristo nel periodo immediatamente successivo al primo viaggio in Italia, anche in considerazione delle affinità che presenta con i nudi delle opere prodotte da Velázquez nella penisola.

## Descrizione
Il dipinto raffigura Gesù crocifisso, concentrandosi essenzialmente sul nudo frontale, senza il supporto di alcuna scena narrativa. In tal modo Velázquez sfoggia la sua maestria e permette allo spettatore di cogliere la bellezza corporea e l'espressione serena della figura. Essa si presenta apollinea e caratterizzata da una drammaticità trattenuta, che non pone l'accento sul sangue - sebbene originariamente si presentasse più copioso di quanto attualmente visibile - né sul peso del corpo morto: difatti, la figura di Cristo non collassa e viene evitata la tensione nelle braccia.
Cristo è inchiodato per il tramite di quattro chiodi, seguendo così i dettami del pittore Francisco Pacheco del Río, peraltro suocero di Velázquez. La croce presenta i bracci levigati e i nodi del legno ben evidenziati; al di sopra del Cristo si trova il cartiglio con l'iscrizione in ebraico, greco e latino, mentre i piedi poggiano saldamente su un soppedaneo. La trave verticale poggia su un piccolo tumulo, reso visibile dai recenti restauri. Su uno sfondo grigio-verdastro, su cui si proietta l'ombra di Cristo (illuminato da sinistra), il corpo è modellato con abbondante e pastosa materia pittorica, stesa con scioltezza insistendo sul modellatura e sulla luce.

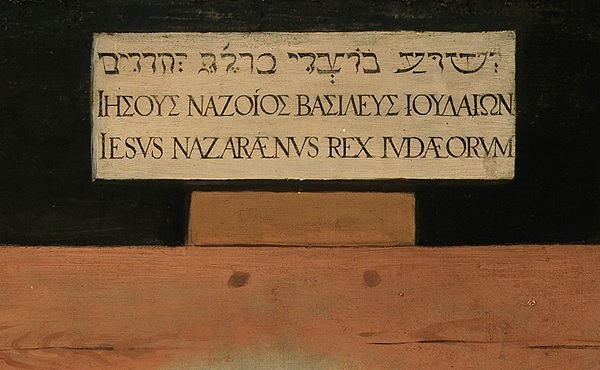
Dettaglio del cartiglio con l'iscrizione in ebraico, greco e latino.

In alcuni punti il pittore "graffiò" la pasta del colore ancora umida con la punta del pennello: in questa maniera ottenne una consistenza peculiare, che si nota in particolare nei capelli che ricadono sulle spalle. Come nel caso dei nudi della Fucina di Vulcano, anche le ombre del Cristo crocifisso sono ricavate ripassando la figura con pennellate dello stesso colore molto più diluite, oscurando l'incarnato già dipinto in aree non uniformi.
Cercando la massima naturalezza, in fase di esecuzione dell'opera Velázquez modificò la posizione delle gambe, originariamente parallele e con i polpacci quasi uniti, e spostò indietro il piede sinistro. Questa scelta donò al soggetto un movimento maggiore, con un sollevamento dell'anca che richiama la posizione chiastica dell'arte classica e un conseguente scaricamento del peso sulla gamba destra. Il perizonium si presenta molto piccolo e senza eccessi, in modo da far risaltare il corpo nudo; si tratta, peraltro, della parte più impastata della composizione, con effetti di luce conseguiti grazie all'utilizzo di tocchi di biacca applicati sulla superficie già dipinta. La testa è avvolta da un sottile alone luminoso, che pare provenire dalla figura stessa. Il volto è abbassato sul petto, rivelando appena quanto sufficiente per mostrare i lineamenti nobili e il naso dritto. Più della metà del viso è coperta dai lunghi capelli lisci che cadono verticalmente.

### Tema iconografico dei quattro chiodi

#### Francisco Pacheco del Río
Pacheco, maestro e suocero di Velázquez, si schierò a favore della scelta di dipingere il Cristo crocifisso con quattro chiodi in una lettera datata al 1620, successivamente inclusa - assieme ad un'altra scritta l'anno precedente dal letterato Francisco de Rioja - nel suo trattato Arte de la Pintura, del 1649. Pacheco utilizzò, a sostegno della sua tesi, argomentazioni storiche fornitegli dal poeta, nonché dal vescovo Angelo Rocca: quest'ultimo, in particolare, nel 1609 aveva pubblicato un breve trattato in cui si occupava della disputa relativa al numero dei chiodi ("De particula ex pretioso et viuifico ligno sacratissimae crucis Saluatoris Iesu Christi desumpta sacris imaginibus et elogiis eodem ligno incisis insignita, et in apostolico sacrario asseruata commentarius"). In aggiunta, Pacheco si rifece anche alle rivelazioni che santa Brigida ricevette da Gesù, da Maria e da alcuni santi. Con tali riferimenti sostenne la maggiore antichità e autorità della Crocifissione con quattro chiodi, rispetto alla più diffusa rappresentazione di tale soggetto con soli tre chiodi, con i piedi fissati al legno uno sopra all'altro.

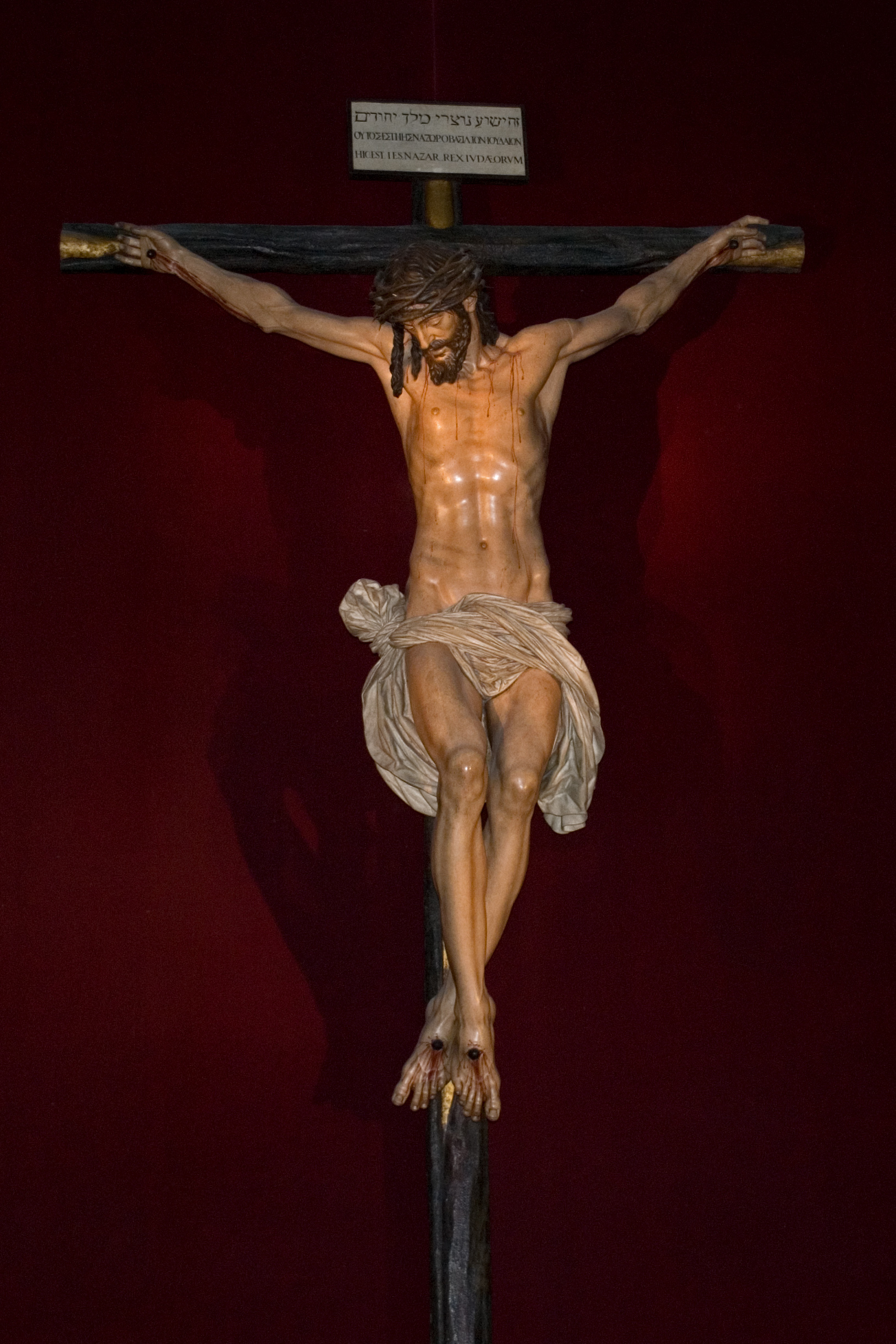
Il Cristo della Misercordia di Juan Martínez Montañés.

Il modello gotico della crocifissione con tre chiodi fu introdotto in Italia da Nicola Pisano, e secondo taluni fu originariamente adottato dagli artisti francesi per donare maggiore vivacità alle immagini. A partire dal XIII secolo il modello si diffuse ampiamente insieme al tema del Christus patiens, fino a far dimenticare l'antico modello con quattro chiodi. Quando Pacheco decise di recuperare quest'ultimo, dovette difendersi dall'accusa di voler introdurre novità. In sua difesa, il pittore, oltre alle argomentazioni teoriche, portò ad esempio un crocifisso fuso in bronzo a Siviglia dall'orafo Juan Bautista Franconio, che a sua volta si ispirava al Cristo presente sul Tabernacolo Farnese scolpito da Giacomo Del Duca, probabilmente basandosi su disegni di Michelangelo (e attualmente conservato al Museo nazionale di Capodimonte di Napoli). La composizione presentava Gesù morto sulla croce, con la testa reclinata, il corpo fissato ai bracci tramite quattro chiodi, le gambe incrociate e sospese senza alcuna mensola o soppedaneo a sostenerle; gli effetti ottenuti erano una notevole tensione del corpo e un allungamento delle proporzioni senza alterare gli equilibri e la simmetria. Precedentemente, anche lo scultore Juan Martínez Montañés si era ispirato a tale modello per portare a termine il Cristo della Misericordia della Cattedrale di Siviglia. La tesi ebbe l'approvazione anche di Fernando Afán de Ribera, duca di Alcalá, con cui Pacheco aveva discusso in merito al titulus crucis. 

#### Il contributo di Francisco de Rioja
Pacheco, tra l'altro, scoprì in Francisco de Rioja un alleato erudito che approvava la rappresentazione con i quattro chiodi, dal pittore difesa con il precedente artistico michelangiolesco. Dal punto di vista teorico, Francisco de Rioja citava ampiamente l'intellettuale del XIII secolo Lucas de Tuy, feroce nemico degli eretici di León, che erroneamente il cronista medievale confondeva per catari. De Tuy, nel suo De altera vita fideique controverssis adversus Albigensum errores, attribuiva la scelta di raffigurare Cristo inchiodato alla croce con tre chiodi a una consuetudine di origine manichea, introdotta in Gallia dagli albigesi e a León da un francese di nome Arnaldo. Per il cronista medievale il tema iconografico dei tre chiodi era stato adottato per ridimensionare la devozione nei confronti del crocifisso; contrariamente, de Tuy - e indirettamente de Rioja e Pacheco - si opponeva fermamente a questa rappresentazione.
De Rioja sosteneva questa scelta per un duplice motivo: da un lato, permetteva di recuperare il modello antico; dall'altro permetteva di un risultato estetico migliore. Come affermava lo stesso Lucas de Tuy alcuni secoli prima, i quattro chiodi permettevano di mostrare Cristo come se fosse in piedi sul soppedaneo, "senza orribili torsioni, o scomposto, così come si addiceva alla sovrana grandezza di Cristo nostro Signore". 
Per Pacheco - sebbene nel 1638 dipingesse ancora un Calvario con Cristo che, pur essendo inchiodato con quattro chiodi, presentava ancora le gambe incrociate - il cambiamento del tema iconografico non doveva limitarsi al solo numero dei chiodi: infatti, l'artista intendeva andare al di là del modello offerto da Michelangelo, e dipingere Gesù crocifisso con le gambe parallele e i piedi saldamente piantati sul piedicroce (avrebbe quindi rinvenuto il riferimento artistico in un disegno di Albrecht Dürer andato perduto, che aveva in precedenza osservato in un libro appartenuto al re Filippo II). Tuttavia, tale scelta comportava uno scarso dinamismo della figura, che si trovava priva delle contorsioni manieriste e del pathos tipicamente barocco. 

#### Diego Velázquez
Il modello promosso da Francisco Pacheco del Río e Francisco de Rioja è lo stesso seguito da Velázquez nel Cristo crocifisso, sebbene egli adottò alcuni piccoli accorgimenti: precisamente, Velázquez voleva una maggiore naturalezza della figura e per conseguire tale obiettivo fece in modo di scaricare il peso del corpo sulla gamba destra, con una lieve oscillazione dell'anca. La comparazione tra Pacheco e Velázquez permette di evidenziare le differenti visioni che avevano i due artisti, con il primo che connotava il suo Cristo di un carattere archeologico, al pari di una ricostruzione storicamente verificata. Pacheco si impegnò a dipingere i muscoli e i tendini, mentre il suo allievo si concentrava maggiormente e con delicatezza sull'epidermide livida, attraverso cui lo scheletro e la muscolatura che lo circonda si percepiscono soltanto come ombre discontinue. Il suo corpo è reale, fin troppo umano e così sono il suo martirio e la sua morte. Umana è anche la sua solitudine - un'immagine sacra senza nessun contesto narrativo - dalla quale deriva la sua forte carica emotiva e il suo tenore devozionale: mentre Cristo è solo, lo è anche lo spettatore che si trova dinanzi alla crocifissione. 

## Influenza
Lo stesso soggetto è riprodotto in un'altra tela di Velázquez, il Crocifisso in un paesaggio, allo stesso modo conservata al Prado di Madrid: essa si presenta di piccole dimensioni, con firma non autografa e datata al 1631. In questo caso Cristo è ancora in vita, con la testa rivolta verso l'alto, le braccia in tensione e un paesaggio a circondare la sua figura.
La corporeità umana della figura, unitamente al soffio di spiritualità misteriosa e divina dell'atmosfera che la circonda e al suo volto seminascosto, ha ispirato l'opera del poeta José Maria Gabriel y Galán, nonché il lungo poema intitolato Il Cristo di Velázquez di Miguel de Unamuno.